# Finlay Pickering
Pour les articles homonymes, voir Pickering (homonymie).
Finlay Pickering, né le 27 janvier 2003 à Cottingham, est un coureur cycliste britannique.

## Biographie
Finlay Pickering commence le cyclisme à l'âge de 12 ans. Il remporte en juillet 2021 le championnat de Grande-Bretagne du contre-la-montre juniors.
Il s'engage pour 2022 avec l'équipe Continentale Groupama-FDJ. Au sein de l'équipe française, il remporte le 29 juillet sa première victoire sur une course de l'UCI Europe Tour, la troisième étape du Tour Alsace qui se termine au sommet de la Planche des Belles Filles. Deux jours plus tard, il en remporte le classement général.
Il quitte l’équipe française en fin de saison et s'engage pour 2023 avec la formation britannique Trinity Racing.
En août 2023, l'équipe UCI WorldTeam Bahrain Victorious annonce le recrutement de Pickering pour la saison 2024.

## Palmarès
- 2021
  -  Champion de Grande-Bretagne du contre-la-montre juniors
  - 2e du Grand Prix Rüebliland
  - 2e du Trofeo Buffoni
  - 8e du championnat du monde du contre-la-montre juniors
- 2022
  - Tour Alsace :
    - Classement général
    - 3e étape

### Classements mondiaux
| Année                                 | 2022 | 2023  | 2024  |
| ------------------------------------- | ---- | ----- | ----- |
| Classement mondial                    | 984e | 2498e | 1296e |
| UCI Europe Tour                       | 717e | nc    | nc    |
|                                       |      |       |       |
| Légende : nc = non classéSource : UCI |      |       |       |